# HD132322
HD132322 — хімічно пекулярна зоря спектрального класу A7, що має видиму зоряну величину в смузі V приблизно  7,4.
Вона  розташована на відстані близько 564,3 світлових років від Сонця.

## Пекулярний хімічний склад
Зоряна атмосфера HD132322 має підвищений вміст 
Cr
.